# 大碶站 (中国铁路)
大碶站是浙江省宁波市一座铁路车站，位于北仑区大碶街道境内，始建于1986年。车站设有客运设施，但只经营货运，未经营客运。车站有正线914米，到发线2股，总长1705米，货物线337米，站房一座，旅客站台一座。穿山港支线从大碶站出岔。